# Кордон (Одеський район)
Кордо́н — село Визирської сільської громади в Одеському районі Одеської області. Населення становить 360 осіб. В селі діє школа і фельдшерсько-акушерський пункт.

## Історія

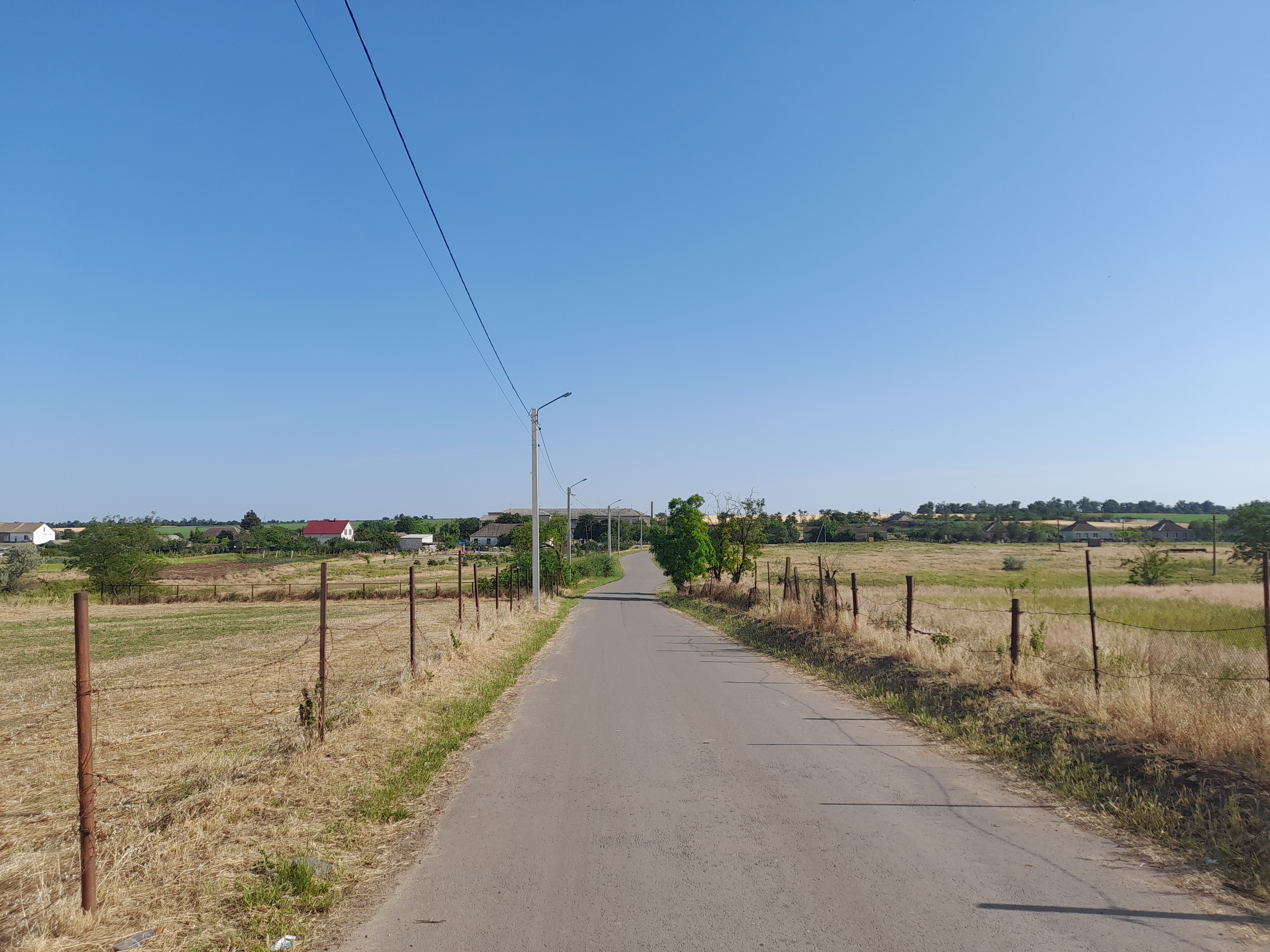
Вулиця що веде до садиби старостату

Село засновано року. До 17 липня 2020 село відносилось до Лиманського району і було центром сільської ради, якій підпорядковувалися також села Мар'янівка і Пшонянове. Розпорядженням КМУ від 12 червня 2020 року село було підпорядковано Визирській сільській громаді і стало центром старостату. Станом на 2023 рік старостою є Третякова Оксана Григорівна.

## Населення

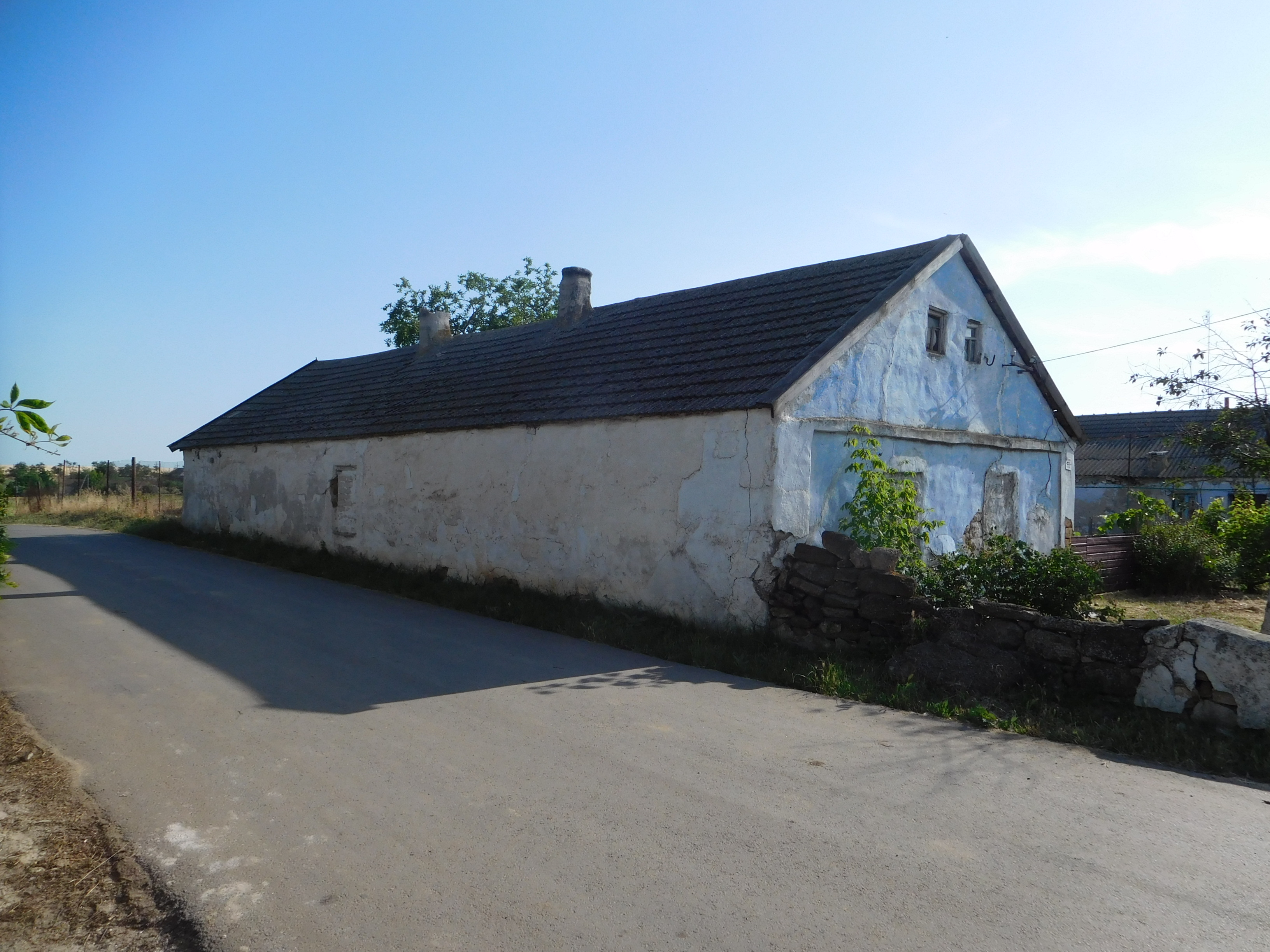
Стара хата в селі

Згідно з переписом УРСР 1989 року чисельність наявного населення села становила 362 особи, з яких 168 чоловіків та 194 жінки.
За переписом населення України 2001 року в селі мешкало 360 осіб.

### Мова
Розподіл населення за рідною мовою за даними перепису 2001 року:
| Мова       | Відсоток |
| ---------- | -------- |
| українська | 90,28 %  |
| румунська  | 6,67 %   |
| російська  | 3,06 %   |

## Туризм

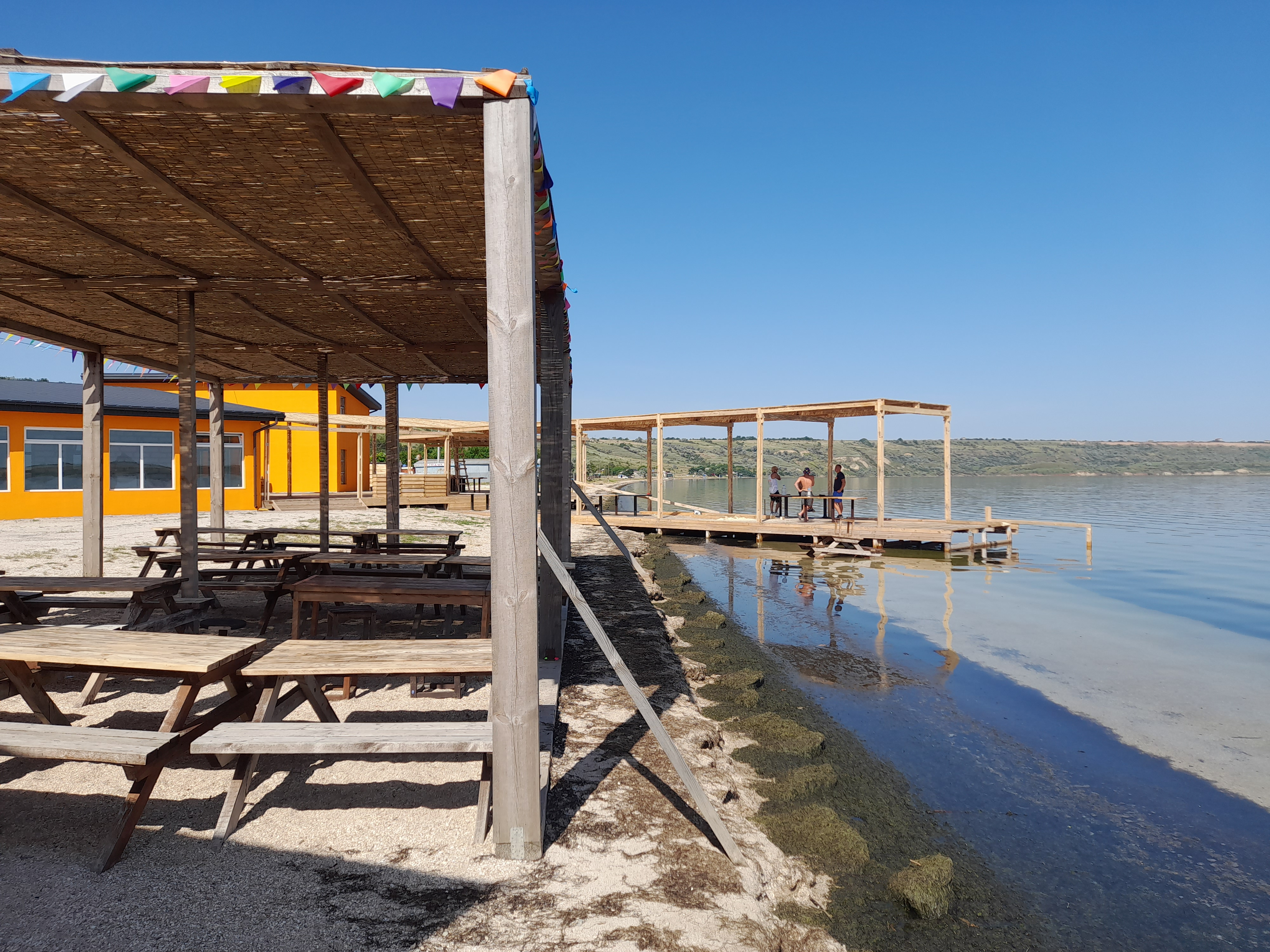
Туристичний комплекс із рестораном і устричною фермою на узбережжі Тилігульського лиману

Село знаходиться на узбережжі Тилігільського лиману, який відрізняється чистими піщаними пляжами. В районі села розташовано багато дач, зокрема на південь від села, в бік Любополя, пролягає великий дачний кооператив "Тилігульський-9".
З 2022 року в на узбережжі лиману в селі було відкрито туристичний комплекс "Ойстервіль", із рестораном, пляжем і устричною фермою.